# 二氯二茂钼
二氯二茂钼是一個有機钼化合物，化學式(η5-C5H5)2MoCl2，常被簡稱做Cp2MoCl2。此化合物呈棕綠色粉末狀，不溶於水，且對空氣及水敏感。

## 結構
該化合物采用“夹贝”式的结构，其中兩個茂環並不平衡，平均 Cp-M-Cp 鍵角為130.6°。兩個氯配體為順式(cis)結構，Cl-Mo-Cl鍵角為 82°，比二氯二茂铌中的85.6°以及二氯二茂锆中的92.1°還小。這個趨勢有助於建立這類配合物HOMO的定向。

## 製備
此化合物可以由二氢化二茂钼與氯仿的反應製備而成：
(C5H5)2MoH2 + 2 CHCl3 → (C5H5)2MoCl2 + 2 CH2Cl2

## 用途
與二茂鈦等不同，二氯二茂钼暫時並無商業用途。
二氯二茂钼可用作合成中間體、催化劑。
所有二氯二茂金屬化合物都有一定的抗癌活性，但在臨床上卻仍沒製備有用的化合物。